# Campo Mourão

Campo Mourão este un oraș în Paraná (PR), Brazilia.